# Chartreuse de Vauclaire

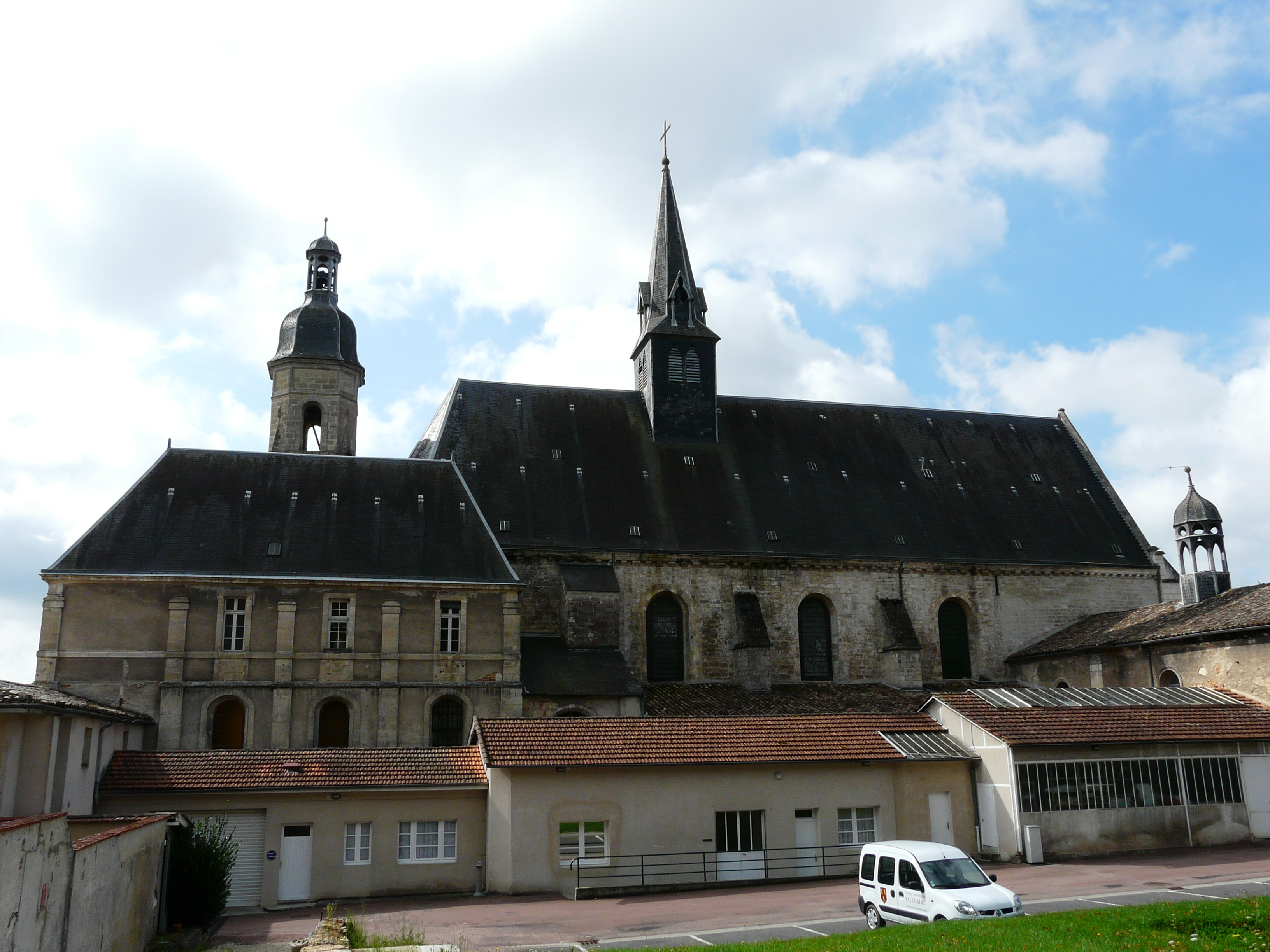
Montpon-Ménestérol Vauclaire, Klosterkirche

Die Chartreuse de Vauclaire ist eine ehemalige Kartause in der Dordogne. Die Kartause wurde um das Jahre 1310 gegründet und befindet sich etwa 3,5 km nordöstlich des Zentrums von Montpon-Ménestérol.

## Geschichte

### 13. bis 18. Jahrhundert
Die Kartause wurde mit Unterstützung von Hélie VII. de Périgord (1261–1311) und seinen beiden Söhnen Archambaud IV. und Roger-Bernard gegründet. Das allgemein anerkannte Datum des Baus (wahrscheinlich das Datum der Einweihung) ist 1315. Andere Quellen deuten auf eine Gründung im Jahr 1328 hin. Kardinal Hélie de Talleyrand-Périgord, ein weiterer Sohn, hinterließ der Kartause 10.000 Goldecus.
Während des Hundertjährigen Krieges wurden die meisten Mönche von den Engländern vertrieben. Einigen Mönchen gelang es zu bleiben, während sich die anderen in Bordeaux sammelten. Nach einem Dokument vom 5. Oktober 1383 entstand hier eine kleine Einsiedelei. Arnaud Andra, ein Kanoniker und Propst der Saint-Seurin-Kirche und weitere Personen spendeten für deren Aufbau und Erhalt. Sie verließen jedoch im Jahr 1460 diese Einsiedelei, um nach Vauclaire zurückzukehren.

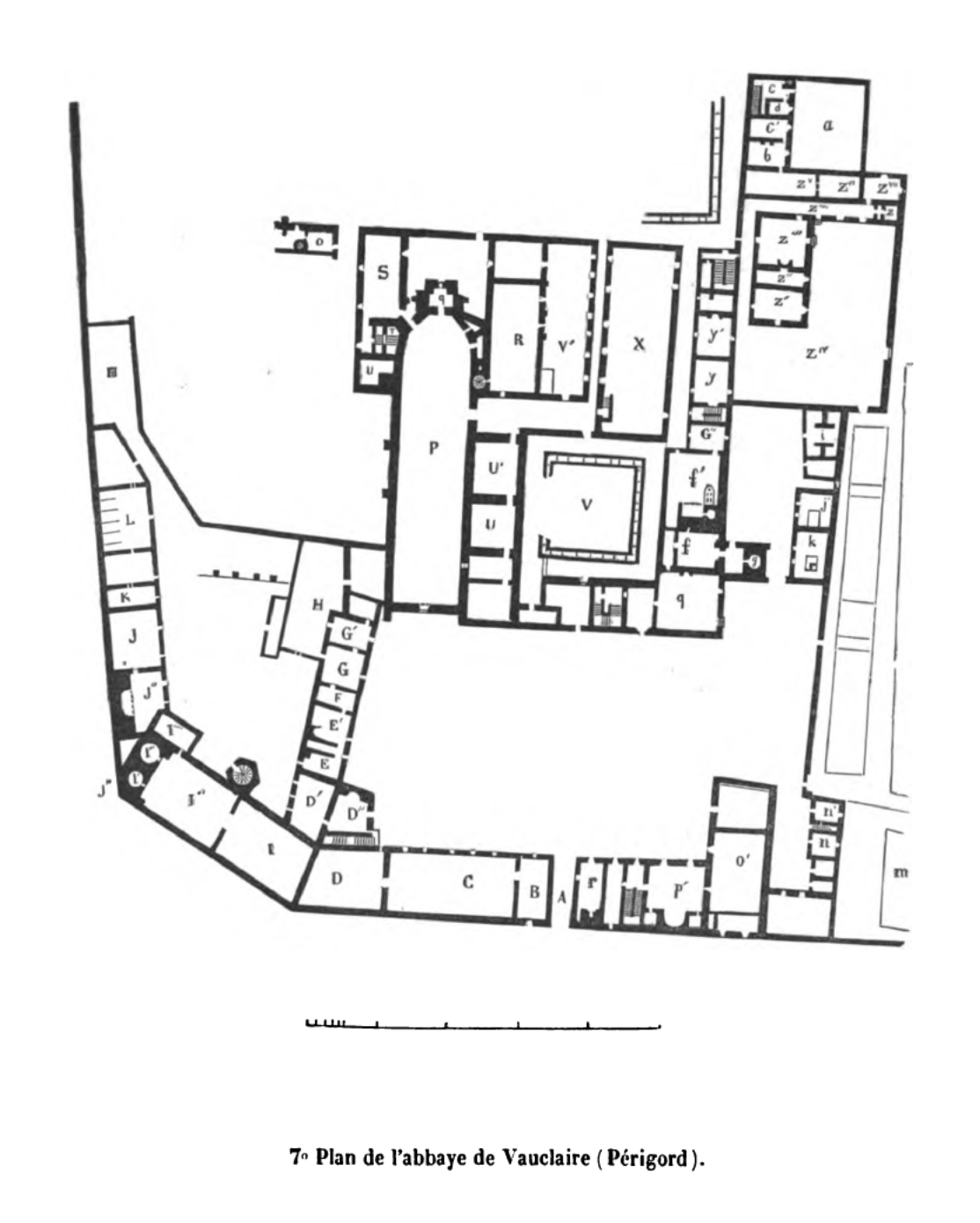
Plan der Kartause

Während der Hugenottenkriege flohen wieder viele Mönche. Drei Zurückgebliebene wurden von den protestantischen Truppen getötet, die nun auch die Abteikirche in Brand steckten. Ab 1616 kehrten die Mönche in die Kartause zurück, bauten sie wieder auf und begannen das klösterliche Leben von Neuem.

### Während und nach der Französischen Revolution
Im Jahr 1793 hatte die Kartause 17 Ordensbrüder und drei Laienbrüder. Der Terror der Französischen Revolution vertrieb die Mönche nach Italien und Spanien. Die Gebäude wurden von örtlichen Eigentümern gekauft, die sie bis 1833 behielten.

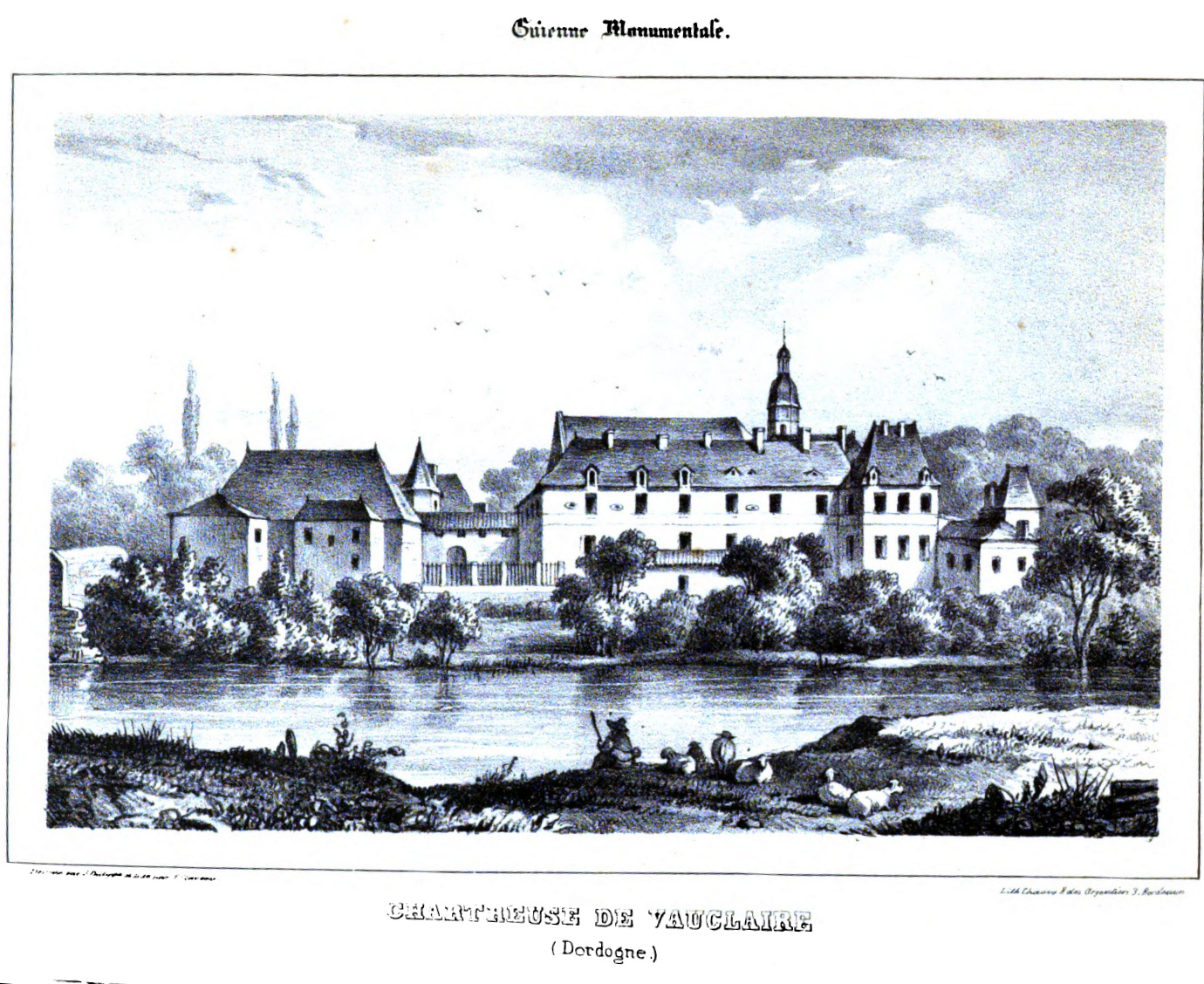
Bild der Kartause aus dem Jahr 1842

1858 kauften die Kartäuser die Gebäude zurück und nahmen das Ordensleben wieder auf. Am 17. August 1864 kam es in der Kartause zu einem Brand, dem ein Großteil der Gebäude zum Opfer fiel. Der Stellvertretende Staatsanwalt (Substitut du Procureur) Oscar Bardi de Fortou erstattete der kaiserlichen Staatsanwalt von Bordeaux folgenden Bericht:

„Monsieur le Procureur Général, J’ai l’honneur de vous transmettre le rapport que vous m’avez demandé par votre dépêche au sujet de l’incendie de Vauclaire. Alors que je vous l’ai annoncé par ma lettre du 24, je me suis transporté à cette dernière date sur les lieux incendiés avec le juge d’instruction, nous avons constaté les ravages du feu, la manière dont l’incendie a éclaté, les causes apparentes et probables, et je dois dire que dès à présent que nos recherches ne nous conduisent pas à l’idée d’un crime. L’abbaye de Vauclaire, Monsieur le Procureur Général, est un grand établissement religieux. L’ordre des chartreux, qui en avait été dépouillé à la Révolution, l’a racheté en 1859, mutilé, mais considérable encore, d’un monsieur Privas riche propriétaire de ce pays, pour la somme de 350 000 francs environ. Quoiqu’elle ne se compose en ce moment que d’une vingtaine de religieux, elle offre déjà de très grandes proportions; les moines l’agrandissent par des constructions journalières. Il y a donc de vastes ateliers et un mouvement de population ouvrière très actif…
Or, dans les appartements qui composent cette partie de l’établissement, il avait été réuni une quantité considérable de bois de construction et de chauffage. Dans la menuiserie, on avait entassé tous les copeaux provenant de la façon des bois déjà mis en œuvre, et d’une combustion encore plus facile, ce que dans le langage de l’atelier on appelle des rubans de bois. Ces rubans étaient répandus jusque dans la forge. L’incendie s’est manifesté dans la forge, le 17 août à 2 heures par une fumée assez épaisse, pendant que les ouvriers étaient au repos. Les flammes ont été vues presqu’aussitôt que la fumée, et alimentées par les bois réunis dans la forge et la menuiserie, elles ont fait de tels progrès que l’incendie a été bientôt général. La cause la plus insignifiante peut avoir produit ce terrible désastre. La forge mal éteinte a pu laisser échapper quelques étincelles, un ouvrier en fumant, a pu laisser tomber au milieu des rubans de bois dont la forge et la menuiserie étaient pleines, quelques flammèches incendiaires. Quoi qu’il en soit, Monsieur le Procureur Général, on ignore d’une manière absolue comment le feu a été déposé dans le lieu où il a pris d’une manière soudaine et effroyable.“

„Herr Generalstaatsanwalt, ich habe die Ehre, Ihnen den Bericht zu übermitteln, den Sie in Ihrer Depesche zum Thema des Vauclaire-Brands von mir angefordert haben. Während ich es Ihnen in meinem Brief vom 24. mitteilte, an diesem letzten Tag, an dem ich mit dem Untersuchungsrichter zu den verbrannten Orten ging, beobachteten wir die Verwüstung des Feuers, die Art und Weise, wie das Feuer ausbrach, die offensichtlichen und wahrscheinlichen Ursachen, und ich muss sagen, dass uns unsere Forschung derzeit nicht auf die Idee eines Verbrechens bringt. Die Abtei von Vauclaire, Herr Generalstaatsanwalt, ist eine große religiöse Einrichtung. Der Kartäuserorden, dem es während der Revolution entzogen worden war, kaufte es 1859 verstümmelt, aber immer noch beträchtlich, von einem reichen Herrn Privas, dem Besitzer dieses Landes, für die Summe von etwa 350.000 Francs. Obwohl sie derzeit nur aus rund zwanzig Ordensleuten besteht, hat sie bereits sehr große Anteile; Die Mönche erweitern es durch tägliche Bauten. Es gibt daher riesige Werkstätten und eine sehr aktive Bewegung der arbeitenden Bevölkerung […] In den Wohnungen, die diesen Teil der Anlage ausmachen, war jedoch eine beträchtliche Menge Bau- und Brennholz gesammelt worden. In der Tischlerei hatten wir alle Späne, die aus dem Weg des bereits verwendeten Holzes und aus der noch einfacheren Verbrennung stammten, zu dem zusammengeschichtet, was wir in der Sprache der Werkstatt Holzbänder nennen. Diese Bänder waren sogar in der Schmiede verstreut. Das Feuer brach in der Schmiede am 17. August um 2 Uhr morgens mit ziemlich dichtem Rauch aus, während die Arbeiter ruhten. Die Flammen waren fast sofort zu sehen, als der Rauch aufstieg, und angefeuert durch das in der Schmiede und in der Tischlerei gesammelte Holz, schritten sie so weit voran, dass dassich Feuer bald großflächig ausbreitete. Die unbedeutendste Ursache könnte zu dieser schrecklichen Katastrophe geführt haben. Die schlecht gelöschte Schmiede ließ möglicherweise ein paar Funken austreten, ein Arbeiter ließ beim Rauchen möglicherweise ein paar Brandfunken in die Mitte der Holzbänder fallen, mit denen die Schmiede und die Zimmerei voll waren. Auf jeden Fall, Herr Generalstaatsanwalt, wissen wir absolut nicht, wie das Feuer an der Stelle, an der es ausgebrochen ist, auf plötzliche und beängstigende Weise gelegt wurde.“

Ein Gesetz von Émile Combes verlangte 1901, dass sich die Mönche registrieren lassen müssen, um eine Genehmigung zu erhalten. Dies wurde ihnen jedoch von den Behörden der Dritten Republik verweigert und sie wurden daher kurzerhand vertrieben. Die meisten ließen sich in der Kartause Aula Dei in der Nähe von Saragossa nieder. Viele der in der Kirche vorhandenen Werke wurden dadurch in alle Gegenden zerstreut. So sind in der Pfarrkirche Notre-Dame-de-l’Assomption zwei Statuen aus der Kartause gefunden worden. Sie stammen aus dem 17. Jahrhundert, stellen zwei kniende Mönche dar und gelten seit dem 6. September 1957 als historische Denkmäler. Das große Altarbild und der Hochaltar wurden in die Kirche Saint-Laurent-des-Hommes verlegt, das kleine Altarbild in die Kapelle von Montignac, ein Teil des Chorgestühls in die Kirche von Ménesterol.

### Nutzung als Krankenhaus

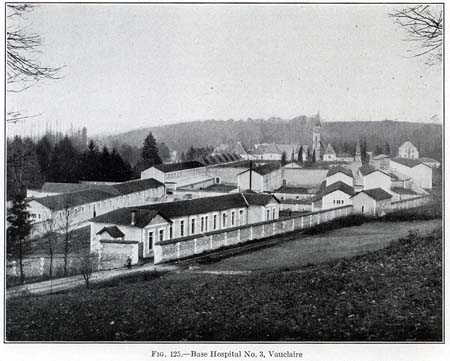
Kartause als Hospital

Während des Ersten Weltkriegs verwandelte die amerikanische Armee die leerstehenden Gebäude in ein Militärkrankenhaus. Die Kapelle wurde zum Offizierskasino.
Bereits 1906 erwog der Generalrat der Dordogne, die Gebäude der Kartause zu beschlagnahmen, um daraus eine Anstalt für Geisteskranke und alte Menschen zu machen, doch die ersten Patienten kamen erst nach dem Krieg ab November 1919 hierher. Im Jahr 1936 erhielt die Einrichtung den Namen Psychiatrisches Krankenhaus, 1970 dann Fachkrankenhauszentrum. Die Kapelle diente als Lagerraum für Möbel und Werkzeuge.
Während des Zweiten Weltkriegs nahm das Krankenhaus evakuierte Patienten aus Elsass-Lothringen auf. Die Bettenzahl betrug zu dieser Zeit 700, dagegen hatte der gesamte Ort nur 1500 Einwohner. Sie litten unter Unterernährung, trotz der Bemühungen des medizinischen Leiters, Doktor Bobé, die Lebensmittelversorgung zu organisieren. Aufgrund der nahe gelegenen Demarkationslinie konnten die Toten nicht mehr auf dem Ménésterol-Friedhof beigesetzt werden. Daher wurde im August 1941 ein neuer Friedhof auf dem Vauclaire-Plateau angelegt. Bis zum Jahr 1993 fanden hier Bestattungen statt, insgesamt befinden sich hier nun 1600 Gräber.
Seit dem 2. April 2014 steht das Bauensemble der Kartause unter Denkmalschutz.

## Klosterkirche
Wie die meisten Kartäuser aus dieser Zeit verfügt auch die Klosterkirche von Vauclaire über einen rechteckigen Kirchenraum und eine mehrseitige Apsis. Besonders bekannt ist die Kirche für ihre Fresken aus dem 14. Jahrhundert.